# Иван Пачников
Иван Пачников е български лекар и общественик.

## Биография
Иван Пачников е роден на 19 януари 1920 г. в Ново село, Троянско, (дн. Априлци). Произхожда от стар възрожденски род. Дедите му Нанко и Колю Пачникови посрещат Васил Левски и в техния дом е основан Новоселският частен революционен комитет (1872). В същата къща е основан и вторият комитет с участието на млади учени и буйни младежи като поп Радион, учителя Никола Дабев и др. (1875)
Дядо Нанко и дядо Колю вземат дейно участие в подготовката и провеждането на Априлско въстание. За това героично народно дело учителят Иван Марангозов е издава книгата „Новоселското въстание“ по случай 25-годишнината от въстанието, когато са още живи участниците и съвременниците на това героично събитие.
Иван Пачников е завършва Софийската духовна семинария (1941) и Медицинския факултет в София (1949). Четиридесет години е лекар специалист по костно-ставна туберкулоза в Русе.
Неговите първи литературни опити са дописки в местния и централния печат. Издава „Кратка история на борбата с туберкулозата в Русенски окръг“ (1987) и „Пътепис до Света Гора Атонска-по стъпките на свети апостол Павел“ (1988).
Развръща своята литературна дейност след промените през 1989 г. Автор е на книгите: „И аз бях на този свят“ (1993), „Благослов за Ново село“ (2001), „Русенски етюди-видяно и преживяно“ (2006) и „Иван Марангозов“ (2008).
Фондация „Априлци“ на 8 май 2013 г. е присъжда отличието „Лицето на Априлци“ на д-р Иван Пачников за цялостната му изследователска и краеведческа дейност, свързани с град Априлци, и за високия му професионализъм като лекар. Грамотата за отличието е подписана от председателя на УС на фондацията г-жа Красимира Димова.